# 宮本裕大
宮本 裕大（みやもと ゆうだい、1980年7月22日 - ）は、日本の陸上競技選手。青森県つがる市出身。Japan Ultra Multieventsの代表。国内で初となるウルトラ混成陸上競技である二十種競技、十四種競技の大会を開催した。
青森県立木造高等学校在学時代は走り高跳び選手として、1998年のかながわ・ゆめ国体に出場し、6位の成績を残す。その後は国際武道大学体育学部に進学するが成績は振るわず、卒業後は社会人として日本国内初となる二十種競技、十四種競技の大会を企画・開催する。自身の運営するホームページで出場者やスポンサーを募り、地元の青森で開催して多くのメディアに取り上げられる。2006年より国際武道大学の陸上競技部のコーチとなり、2006年、2008年、2014年と二十種競技の大会を開催した。

## 略歴
- 2003年、国際武道大学卒業
- 2005年、青森県東北町にて二十種競技・十四種競技大会、『サイコアスロン2005inAOMOMORI』を開催
- 2006年、国際武道大学にて二十種競技大会、『サイコアスロンIBU2006』を開催
- 2008年、国際武道大学にて二十種競技大会、『3RDサイコアスロン』を開催
- 2014年、国際武道大学にて二十種競技大会、『ウルトラマルチイベンツ・アジア選手権2014』を開催

## 自己記録
- 走り高跳び 2m06
- 二十種競技 7778点